# Naiva
Naivna (primitivna, izvorna) umjetnost je naziv za likovna djela samoukih umjetnika. Naivna umjetnost se kao poseban pravac unutar umjetnosti 20-og stoljeća javlja u mnogim državama Europe. 

## Naiva u Hrvatskoj
Za njenu afirmaciju u Hrvatskoj od odlučujuće važnosti bila je pojava Hlebinske slikarske škole na početku trećeg desetljeća 20. stoljeća, kada je u Hlebinama, selu nedaleko Koprivnice Krsto Hegedušić počeo 1930. sa seljacima Ivanom Generalićem i Franjom Mrazom intenzivno slikati tehnikom ulja na staklu čime stječu svjetsku slavu.
Nakon II. svj. rata Ivan Generalić postaje središnja ličnost Hlebinske škole i podučava većinu predstavnika tzv. druge generacije kojoj pripadaju: Mijo Kovačić, Ivan Večenaj, Ivan Lacković Croata, Dragan Gaži, Franjo Filipović i Martin Mehkek. Njihova djela naglašavaju romantični koncept podravskog krajolika i lirsku idealizaciju seoskog života. 
Danas je u središtu Hlebina temeljna turistička atrakcija ovog kraja – Galerija naivnog slikarstva  sa slikama i skulpturama umjetnika hlebinskog kruga i stalnom zbirkom najvećeg među njima – Ivana Generalića. U prostorima galerije često se održavaju izložbe mnogih umjetnika, recitali i folklorni nastupi, atraktivni za posjetitelje i turiste.
Galerija Josipa Generalića dopunjuje i obogaćuje bogatstvo naive i turističke sadržaje. Zanimljiv je i mali muzej uređen u zidanici kraj Generalićevog atelijera – riječ je o kolekcionarskoj zbirci koja prikazuje život jedne tipične podravske seoske obitelji s početka stoljeća.
U hlebinskoj crkvi sv. Katarine je križni put ilustriran radovima slikara naivaca.

## Naivni umjetnici

### U svijetu
- Katerina Bilokur
- Camille Bombois
- Janko Brašić
- Ivo Cenkovčan
- Justus DaLee
- Henry Darger
- Howard Finster
- Edward Hicks
- Ferenc Kalmar
- Nykifor
- Grandma Moses
- Bryan Pearce
- Derold Page
- Horace Pippin
- Niko Pirosmani
- Henri Rousseau
- Alfred Wallis
- Jadranka Relota Croata

### U Hrvatskoj
- Ivan Belčić
- Eugen Buktenica
- Josip Cugovčan
- Mile Davidović
- Emerik Feješ
- Branko Gaži
- Dragan Gaži
- Ivan Generalić
- Josip Generalić
- Ivan Hegedušić
- Krsto Hegedušić
- Martin Hegedušić
- Katarina Henc
- Marino Jugovac
- Drago Jurak
- Franjo Klopotan
- Mijo Kovačić
- Andrija Kusanić
- Ivan Lacković Croata
- Dragica Lončarić
- Branko Lovak
- Marica Mavec-Tomljenović
- Martin Mehkek
- Mato Mihinica
- Sofija Naletilić-Penavuša
- Katarina Parađ-Vojković
- Tomislav Petranović Rvat
- Josip Pintarić-Puco
- Zvonko Pižir
- Ivan Rabuzin
- Matija Skurjeni
- Petar Smajić
- Slavko Stolnik
- Nada Švegović-Budaj
- Anto Tadić
- Dragutin Trumbetaš
- Krešimir Trumbetaš
- Ivan Večenaj
- Nikola Večenaj Leportinov
- Olga Vicel
- Mirko Virius
- Ante Vukić
- Željko Dolovski
- Đuro Beloša
- Pero Topljak Petrina

## Vanjske poveznice
- Hrvatski muzej naivne umjetnosti – Naivna umjetnost  Arhivirana inačica izvorne stranice od 15. lipnja 2006. (Wayback Machine) (hrv.) (engl.)
- FIDAN – International Documentation Fund on Art Naif (engl.) (tal.)